# Бозшаколь (озеро)
Бозшаколь (каз. Бозшакөл) — озеро в Сарыкольском районе Костанайской области Казахстана. Находится в 5 км к востоку от посёлка Севастополь.
По данным топографической съёмки 1958 года, площадь поверхности озера составляет 24,19 км². Наибольшая длина озера — 6 км, наибольшая ширина — 5 км. Длина береговой линии составляет 18,5 км, развитие береговой линии — 1,06. Озеро расположено на высоте 201,7 м над уровнем моря.